# Al-Marzook Field at Alumni Stadium
Le Al-Marzook Field at Alumni Stadium, de son nom complet Yousuf Al-Marzook Field at Alumni Stadium, est un stade omnisports américain, principalement utilisé pour le soccer et la crosse, situé dans la ville de West Hartford, dans le Connecticut.
Le stade, doté de 2 500 places et inauguré en 1977, appartient à l'Université de Hartford et sert d'enceinte à domicile à l'équipe universitaire des Hawks de Hartford (pour le soccer et la crosse), ainsi qu'à l'équipe de soccer de Hartford City Football Club.
Le stade porte le nom de la famille Reese, qui fit un don important pour la construction du stade.

## Histoire
Le stade ouvre ses portes en 1977. Il est inauguré le 15 octobre 1977.
En 1999 a lieu au stade la finale de l'America East Conference entre les Hartford Hawks et les Towson Tigers (victoire 2-0 des locaux).
Il est rénové en 2005.
En 2019, il devient le stade pour les matchs à domicile du Hartford City, club de National Premier Soccer League.